# Out of Time (chanson)
Pour les articles homonymes, voir Out of Time.
Pistes de Aftermath
High and Dry
(8) It's Not Easy
(10)
Out of Time est une chanson écrite par Mick Jagger et Keith Richards et interprétée d'abord par les Rolling Stones pour leur album Aftermath, puis par Chris Farlowe en single qui est en tête des ventes au Royaume-Uni à sa sortie.
L'enregistrement retenu pour l'album britannique Aftermath date des 6-9 mars aux RCA studios de Hollywood. Pour l'édition américaine de l'opus, Out of Time a été écartée et est publiée un an plus tard dans la compilation Flower dans une version raccourcie ramenée de 5:37 à 3:42. En 1975, une troisième version de la chanson issue de la version playback de Chris Farlowe avec Mick Jagger en chant guide vocal à sa place sort en 1975 dans l'album Metamorphosis et en single.
Cette chanson a été interprétée sur scène pour la première fois le 1er juin 2022 à Madrid.

## Analyse artistique

### Analyse des paroles
Le thème de cette chanson est un peu similaire à celui de Under My Thumb : Une jeune femme qui a abandonné son petit ami décide de revenir auprès de lui. Mais des années se sont écoulées, la fille a fait son temps et son ex-amant en profite pour lui dire : « Tu n'es plus à la page, ma chérie, tu es passée de mode ». En résumé, il se venge en lui disant des mots cruels, de façon à la faire souffrir comme il a souffert d'avoir été séparé. Cette chanson, à la mélodie soignée et sucrée, met en avant l'influence sur les Stones de la musique produite de Motown.

### Structure musicale
La chanson est enregistrée durant la session du 6 au 9 mars 1966 au studio de la RCA à Los Angeles. Dès les premières notes de l'orgue Hammond de Ian Stewart, les marimbas de Brian Jones et les finger snaps de Mick Jagger, on s'attend presque à entendre chanter les Supremes ou Marvin Gaye. Les londoniens ont parfaitement compris la culture américaine, du blues de Chicago au R&B de Detroit. Keith se charge d'une première guitare électrique et d'une acoustique qu'il joue à la fois en rythmique et en solo. La section rythmique de Bill et Charlie est excellente et Jack Nitzsche au piano. À l'instar des autres chansons de l'album Aftermath, Brian Jones utilise un instrument qui se trouve dans le studio et a jeté son dévolu sur les marimbas et un vibraphone pour ce morceau.

## Reprise parChris Farlowe
Singles de Chris Farlowe
Think
(1966) Ride On, Baby
(1966)
Singles de The Rolling Stones
Ain't Too Proud to Beg
(1974) Fool to Cry
(1976)
Pistes de Metamorphosis
Don't Lie to Me
(2)

### Contexte
Ancien leader du groupe The Thunderbirds fondé en 1957, le chanteur britannique Chris Farlowe qui avait quelques singles chez Decca Records à son actif entre 1962 et 1964 était au début de 1965 l'un des premiers à signer avec le nouveau label indépendant Immediate Records. Son premier single au sein de ce label était The Fool, une chanson écrite par Naomi Ford et Lee Hazlewood. Cette version n'arrive pas à se classer. À la suite de cette déception, Farlowe a commencé sa collaboration avec Mick Jagger, qui lui a donné son prochain single à enregistrer début 1966 : Think, qui avait déjà été enregistré en décembre 1965 par les Rolling Stones, également pour l'album Aftermath. À sa sortie, le single se classe 37e au Royaume-Uni.

Après le succès mineur de Think, Andrew Loog Oldham, producteur de Chris et des Rolling Stones et propriétaire d'Immediate Records, était certain que la suite serait un succès, et a demandé à Mick Jagger de lui offrir une chanson. Ce dernier lui suggère Out of Time comme une chanson appropriée que lui et Keith Richards avaient écrit en pensant à Farlowe, croyant que la chanson conviendrait parfaitement à sa voix,

« Mick Jagger avait écrit de bonnes choses pour moi auparavant, comme Think et quelques autres. Puis il m'a téléphoné et m'a dit "J'ai une nouvelle chanson pour toi. Viens l'écouter." Je suis allé chez lui sur Harley Street, Harley House en fait, et il m'a joué Out of Time sur sa guitare. Ma première pensée était vraiment "Je ne suis pas sûr d'aimer ça. Je ne suis pas sûr d'aimer ce genre de choses." mais Mick a dit "Supporte-là. Ça sonnera bien une fois que tout sera arrangé et travaillé." Alors, quand je suis arrivé au studio [quelques semaines plus tard] et que j'ai vu tous les violoncelles, tout l'orchestre, j'ai pensé "Ah". Eh bien, ils ont commencé à jouer et comme on dit, c'était l'histoire en marche... »

— Martin Power, No Quarter: The Three Lives of Jimmy Page

### Enregistrement
Avec l'accord des Stones, Andrew Loog Oldham et Mick Jagger organisent une nouvelle session d'enregistrement aux Studios Pye à Londres du 27 au 30 avril 1966 avec des musiciens de studios avec notamment les arrangements d'Arthur Greenslade, le batteur Andy White ou encore Jimmy Page, le futur guitariste de Led Zeppelin pour le chanteur Chris Farlowe. Cependant, s'il est difficile de confirmer la présence des autres musiciens étant tous non crédités, il est apparu pendant la session que Mick Jagger avait des doutes par rapport aux cordes de Greenslade. Finalement, Mick est satisfait du rendu final des cordes et l’enregistrement du playback de Out of Time se termine accompagné du chant de Mick Jagger en tant que guide vocal pour Chris.
La semaine suivante, Chris pose sa voix sur ce nouvel enregistrement pendant la session du 6 mai 1966.
La version de Farlowe est radicalement différente de la version d'origine des Rolling Stones parue sur Aftermath, notamment avec les cordes qui sont absentes sur l'originale. En fait, la version utilisait le même support que Jagger avait précédemment doublé avec sa propre voix principale dans une version qui sortirait sur Metamorphosis.

### Parution et réception
Immediate Records publie le single Out of Time le 17 juin 1966. Il est l'unique no 1 de la carrière de Chris et reste classé 13 semaines au Royaume-Uni. Il atteint également la 7e place en Nouvelle-Zélande et 9e en Australie,. La chanson apparaît également dans le troisième album de Chris The Art of Chris Farlowe qui parait 25 novembre de la même année. Out of Time est devenu le plus gros succès de Farlowe et est considéré comme sa chanson phare,,.
La chanson est également apparue sur l'album Metamorphosis des Rolling Stones publié en 1975 par ABKCO appartenant à l'homme d'affaires Allen Klein qui possède le catalogue des Rolling Stones avant 1971.

## Fiche de production
Version des Rolling Stones
- Mick Jagger - chant, finger snaps
- Keith Richards - guitares
- Brian Jones - marimba, vibraphone
- Bill Wyman - basse
- Charlie Watts - batterie
- Ian Stewart - orgue
- Jack Nitzsche - piano
- Andrew Loog Oldham - producteur
- Dave Hassinger - ingénieur du son

Version de Chris Farlowe
- Chris Farlowe : chant (version Farlowe seulement)
- Mick Jagger : chant (version Metamorphosis seulement)
- Jimmy Page, Joe Moretti : guitare acoustique (non crédités)
- Eric Ford : basse (non crédité)
- Peter Solley : piano (non crédité)
- Andy White : batterie, percussions (non crédité)
- John Carter : chœurs (non crédité)
- Sidney Sax : chef d'orchestre (non crédité)
- Arthur Greenslade : arrangements cordes
- Andrew Loog Oldham : producteur

### Utilisations
La version des Rolling Stones issue de l'album Aftermath apparait dans le film Le Retour (1978) de Hal Ashby, celle issue de l'album Metamorphosis apparait dans le film Once Upon a Time… in Hollywood (2019) de Quentin Tarantino.